# Kroppspositivism

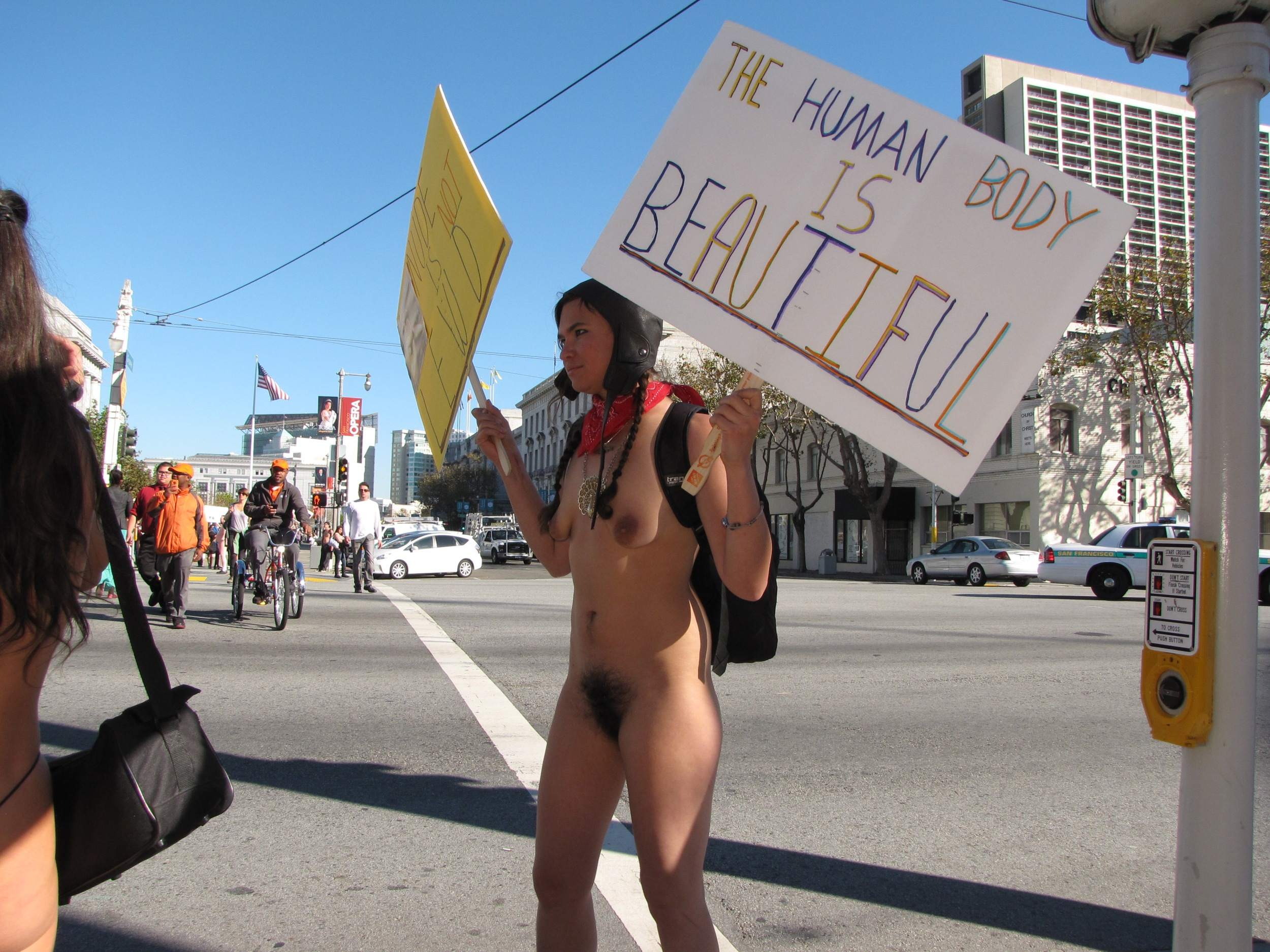
Demonstration mot “the nudity ban in San Francisco” år 2012 med kroppspositivistiskt budskap.

"Bronskvinnorna" av Marianne Lindberg De Geer utanför Växjö konsthall har varit källa till kontroverser. De har vandaliserats men också blivit en attraktion och en symbol för kroppspositivism: alla ska ha en positiv kroppsuppfattning och alla ska kunna acceptera och exponera sina egna kroppar.

Kroppspositivism (eng. 'body positivity', även "Body Image Movement" eller ”kroppsaktivism”) är en bred rörelse som hävdar människors rätt till sin kropp och uppmuntrar individens uppfattning att vara nöjd med sin kropp som den är. Rörelsen är delvis även framväxt ur den allmänt förekommande viktmobbningen i samhället. 
Kroppspositivism har sedan decennier varit en grundläggande feministisk agenda med syftet att förkasta kulturella diktat och normer som vill styra den (kvinnliga) kroppen och sexualiteten – även om dessa diktat skulle komma från feminister. Nya mer radikala grupper, aktiva i den sexpositiva rörelsen, hävdar också rätten att forma sin kropp efter sin egen vilja och personlighet. Även om kroppspositivism ofta varit förenad med feminism och frågor om vikt, så är dess perspektiv genusneutralt och berör alla aspekter av människokroppen.

## Sexpositiva rörelsen
Den sexpositiva rörelsen utvecklades ur den sexuella frigörelsen i slutet av 1960-talet och växte till en början i skuggan av den kroppspositivistiska rörelsen. Termen fick bredare anslutning omkring 1980 genom ”pro-sex feminism”, en sexuellt liberal feminism, som vid samma tidpunkt antogs av homosexuella aktivister. 
Termen kroppspositivism nådde en höjdpunkt genom studier av kropp och kroppslighet som hade rötter i feministisk litteraturteori i slutet av 1990-talet.
Rörelsen påverkades av "Feminist Sex Wars" som utvecklats av sammandrabbningen mellan anti-pornografiska feminister (t.ex. Catharine MacKinnon, Andrea Dworkin, Robin Morgan och Dorchen Leidholdt) och en feministisk opposition som ansåg denna rörelse vara förtryckande och riktat mot både den kvinnliga kroppen och en kvinnlig sexuell frigörelse. Ellen Willis, Susie Bright, Patrick Califia, Gayle Rubin, Carol Queen, Avedon Carol, Tristan Taormino, Diana Cage, Nina Hartley och Betty Dodson blev öppna förespråkare för den "sexpositiva rörelsen". 

## Kroppsaktivism
Feminister som i senare tid uppmärksammat sexualisering, kroppsuppfattning, kvinnors nakenhet och som opponerat sig mot traditionella kroppsideal och fördomar är exempelvis Lena Dunham, Hanne Blank, född 1969, historiker, författare och debattör Taryn Brumfitt och  Felicity Jones, född 1988, som fått stor uppmärksamhet som bloggare  samt i Sverige Molly Sanden, Steffi Aluoch och Bianca Kronlöf. 
I Sverige fick kroppspositivism stor uppmärksamhet i en debatt 2015 initierad av Stina Wollter, Malou von Sivers och Katrin Zytomierska.